# Gryfino (stad)
Gryfino (Duits: Greifenhagen) is een kleine stad met 21.584 inwoners (2005) in het Poolse woiwodschap West-Pommeren. De stad ligt ten zuiden van Szczecin aan de Regalica, de oostelijke mondingsarm van de Oder, die hier kan worden overgestoken. Het is de hoofdplaats van de gelijknamige stad- en landgemeente en van de powiat Gryfiński.

## Geschiedenis
De stad werd in 1254 gesticht naar Duits recht. Net ten noorden van de stad lag een Slavische nederzetting. In de tweede helft van de 17e eeuw behoorde de stad tot Zweeds Pommeren. In 1877 kwam er een spoorwegverbinding met Stettin. Dit leidde echter niet tot industriële ontwikkeling. In de jaren 30 waren er slechts vier fabrieken.
Sinds 1999, toen er administratieve hervormingen werden doorgevoerd, is de stad in oppervlakte veel groter geworden.

## Verkeer en vervoer
- Station Gryfino

Stadsdistricten: Szczecin · Koszalin · Świnoujście

Districten:
Białogard · Choszczno · Drawsko Pomorskie · Goleniów · Gryfice · Gryfino · Kamień · Kołobrzeg · Koszalin · Łobez · Myślibórz · Police · Pyrzyce · Sławno · Stargard · Szczecinek · Świdwin · Wałcz

Grootste steden:
Białogard · Goleniów · Gryfino · Kołobrzeg · Koszalin · Police · Stargard · Świnoujście · Szczecin · Szczecinek · Wałcz